# Jean Carlo Witte
Jean Carlo Witte (sinh ngày 24 tháng 9 năm 1977) là một cầu thủ bóng đá người Brasil.

## Sự nghiệp câu lạc bộ
Jean Carlo Witte đã từng chơi cho FC Tokyo và Shonan Bellmare.